# Luis Vásquez
Luis Erney Vásquez Caicedo (Florida, 1º marzo 1996) è un calciatore colombiano, portiere dell'Atlético Bucaramanga in prestito dall'Independiente Medellín.

## Carriera

### Club
Cresciuto nelle giovanili dell'Independiente Medellín, ha esordito il 23 marzo 2014 in un match vinto 2-0 contro il Deportivo Cali.

### Nazionale
Nel 2015 con la nazionale Under-20 colombiana ha preso parte al campionato sudamericano, disputando una partita, ed al campionato mondiale.

## Statistiche

### Presenze e reti nei club
Statistiche aggiornate al 30 gennaio 2017.
| Stagione        | Squadra                | Campionato      | Campionato | Campionato | Coppe nazionali | Coppe nazionali | Coppe nazionali | Coppe continentali | Coppe continentali | Coppe continentali | Altre coppe | Altre coppe | Altre coppe | Totale | Totale | Totale |
| Stagione        | Squadra                | Comp            | Pres       | Reti       | Comp            | Pres            | Reti            | Comp               | Pres               | Reti               | Comp        | Pres        | Reti        | Pres   | Reti   |        |
| --------------- | ---------------------- | --------------- | ---------- | ---------- | --------------- | --------------- | --------------- | ------------------ | ------------------ | ------------------ | ----------- | ----------- | ----------- | ------ | ------ | ------ |
| 2014            | Independiente Medellín | A               | 7          | -9         | CC              | 0               | 0               |                    | -                  | -                  |             | -           | -           | 7      | -9     |        |
| 2015            | Independiente Medellín | A               | 0          | 0          | CC              | 0               | 0               |                    | -                  | -                  |             | -           | -           | 0      | 0      |        |
| 2016            | Independiente Medellín | A               | 3          | -4         | CC              | 7               | -7              | CS                 | 0                  | 0                  |             | -           | -           | 10     | -11    |        |
| 2017            | Real Cartagena         | B               | 4          | -11        | CC              | 2               | -2              |                    | -                  | -                  |             | -           | -           | 6      | -13    |        |
| Totale carriera | Totale carriera        | Totale carriera | 14         | -24        |                 | 9               | -9              |                    | 0                  | 0                  |             | -           | -           | 23     | -33    |        |

## Palmarès

### Club

#### Competizioni nazionali
- Campionato colombiano: 2

Independiente Medellín: 2016-I
Atletico Bucaramanga: 2024-I